# Parafia Nawiedzenia Najświętszej Maryi Panny w Bańgowie
Parafia Nawiedzenia NMP w Siemianowicach Śląskich-Bańgowie – rzymskokatolicka parafia w Siemianowicach Śląskich, w dzielnicy Bańgów.
Przynależy ona do dekanatu Siemianowice Śląskie. Wspólnota parafialna istnieje od 1 stycznia 1990 roku, a budowniczym kościoła parafialnego był ksiądz prałat Stanisław Sierla – proboszcz parafii św. Michała Archanioła w Michałkowicach. Siedziba parafii znajduje się przy ulicy Polnej 17. W kościele parafialnym w niedzielę i święta odprawiane są dwie msze święte, a w tygodniu jedna.

## Historia parafii
Pierwotnie mieszkańcy Bańgowa przynależeli do michałkowickiej parafii. Parafia w Bańgowie została erygowana 1 stycznia 1990 roku. Dnia 31 lipca 2010 roku, ksiądz Józef Moczygęba (dotychczasowy proboszcz) przeszedł na emeryturę, a nowym proboszczem parafii został ksiądz Andrzej Piszczek. 28 lipca 2013 roku ksiądz proboszcz Andrzej Piszczek – zgodnie z dekretem księdza arcybiskupa Wiktora Skworca – przeszedł do parafii Wszystkich Świętych w Jastrzębiu-Zdroju – Szerokiej, a na jego miejsce wyznaczono księdza Zenona Działacha, ówczesnego proboszcza parafii Wniebowzięcia Najświętszej Maryi Panny w Radlinie – Biertułtowach. 18 czerwca 2024 proboszczem ex currendo parafii został ustanowiony ks. Krzysztof Fulek, urzędujący proboszcz parafii św. Jana Sarkandra w Bańgowie.